# 무스타파 분두
무스타파 분두 숑 하메스(영어: Mustapha Bundu Shong Hames, 1997년 2월 28일 ~ )는 EFL 챔피언십 클럽 플리머스 아가일과 시에라리온 국가대표팀에서 공격수로 활약하는 시에라리온의 프로 축구 선수이다.
프리타운에서 태어난 분두는 크레이그 벨라미 아카데미에서 유소년 축구를 시작한 후 잉글랜드로 건너가 하트퓨리 칼리지에서 뛰었다. 이후 하부 리그 팀인 뉴키와 헤리퍼드에서 활약했다. 2016년, 분두는 성공적인 시험을 거쳐 덴마크 수페르리가 클럽 AGF와 계약했다. 1군에서 중요한 선수로 성장한 후 2020년 안데를레흐트로 이적했다. 2023년 플리머스 아가일과 계약했다.
시에라리온 국가대표팀에 여러 차례 소집되지 않은 후, 분두는 2019년 9월 4일, 라이베리아와의 2022년 FIFA 월드컵 예선 전에서 교체 선수로 국제 무대에 데뷔했다.

## 구단 경력

### AGF
분두는 2016년 8월 초에 덴마크 수페르리가 클럽 AGF에서 시범 운영을 시작했다. 성공적인 시범 운영 후, 그는 2016년 8월 31일에 클럽과 계약을 체결했다.
브뢴뷔와의 원정 경기에서 그는 2016년 10월 23일 교체 선수로 수페르리가 데뷔 전을 치렀다. 그는 78분에 마르틴 스펠만을 대신해 경기장에 나왔다. 2016년 12월, 분두는 2021년까지 계약을 연장했다.

### 안데를레흐트
2020년 8월 7일, 분두는 벨기에 클럽 안데르레흐트와 4년 계약을 맺고 미공개 이적료로 이적했으며, 이는 약 2,500만~3,000만 덴마크 크로네로 추정된다. 이는 그를 AGF 역사상 가장 비싼 이적료로 만들었다.
안데르레흐트에서 단 9경기만 뛰었던 분두는 임대를 결정하고 덴마크로 돌아와 남은 시즌 동안 코펜하겐과 임대 계약을 체결하고 옵션을 구매했다. 2021년 9월 1일, 분두는 남은 시즌 동안 AGF로 임대 복귀했다.
2022년 9월 1일, 분두는 1년 임대 계약으로 세군다 디비시온 클럽 FC 안도라에 합류했으며, 미란데스와의 1-1 무승부 경기에서 데뷔 전을 치렀다. 안도라에 머무는 동안 그는 국제 경기에 소집된 첫 번째 외국인 선수가 되었으며, 동시에 2022-23년 코파 카탈루냐에서도 우승을 차지했다.

### 플리머스 아가일
2023년 9월 1일, 잉글랜드의 여름 이적 시장 마감일에 분두는 잉글랜드로 돌아와 EFL 챔피언십 클럽 플리머스 아가일과 2년 계약을 체결했다. 비자 신청으로 인해 그는 9월 13일까지 영국에 입국할 수 없었고, 그 다음 날 새로운 클럽에서 처음으로 훈련을 받았다. 그는 9월 23일, 노리치 시티와의 EFL 챔피언십 경기에서 87분 교체 선수로 출전해 클럽 데뷔 전을 치렀고, 97분에는 골을 어시스트했다. 그는 10월 25일, 셰필드 웬즈데이와의 경기에서 전반전 프리킥으로 첫 리그 선발 출전 골을 넣으며 3-0 승리를 이끌었다.

## 국가대표팀 경력
분두는 2018년 8월, 에티오피아와의 2019년 아프리카 네이션스컵 예선에서 시에라리온 국가대표팀에 처음으로 소집되어 35인 임시 명단에 포함되었다. 그러나 최종 23인 명단에는 포함되지 못했다. 그는 2019년 9월 4일, 라이베리아와의 2022년 FIFA 월드컵 예선 경기에서 데뷔 전을 치렀지만 3-1로 패배했다. 2020년 11월 13일, 나이지리아와의 2021년 아프리카 네이션스컵 예선 경기에서 첫 국가대표 골을 넣었다.